# Provincia Mecca

Localizarea provinciei în Arabia Saudită

Mecca (în arabă: مكة المكرمة Makkah l-Mukarramah ) este una dintre provinciile Arabiei Saudite și are capitala la Mecca. Provincia are ieșire la Marea Roșie, iar aici se află și Djedda, principalul port al Arabiei Saudite, dar și cel mai mare oraș al Provinciei.